# Klaus Rinke

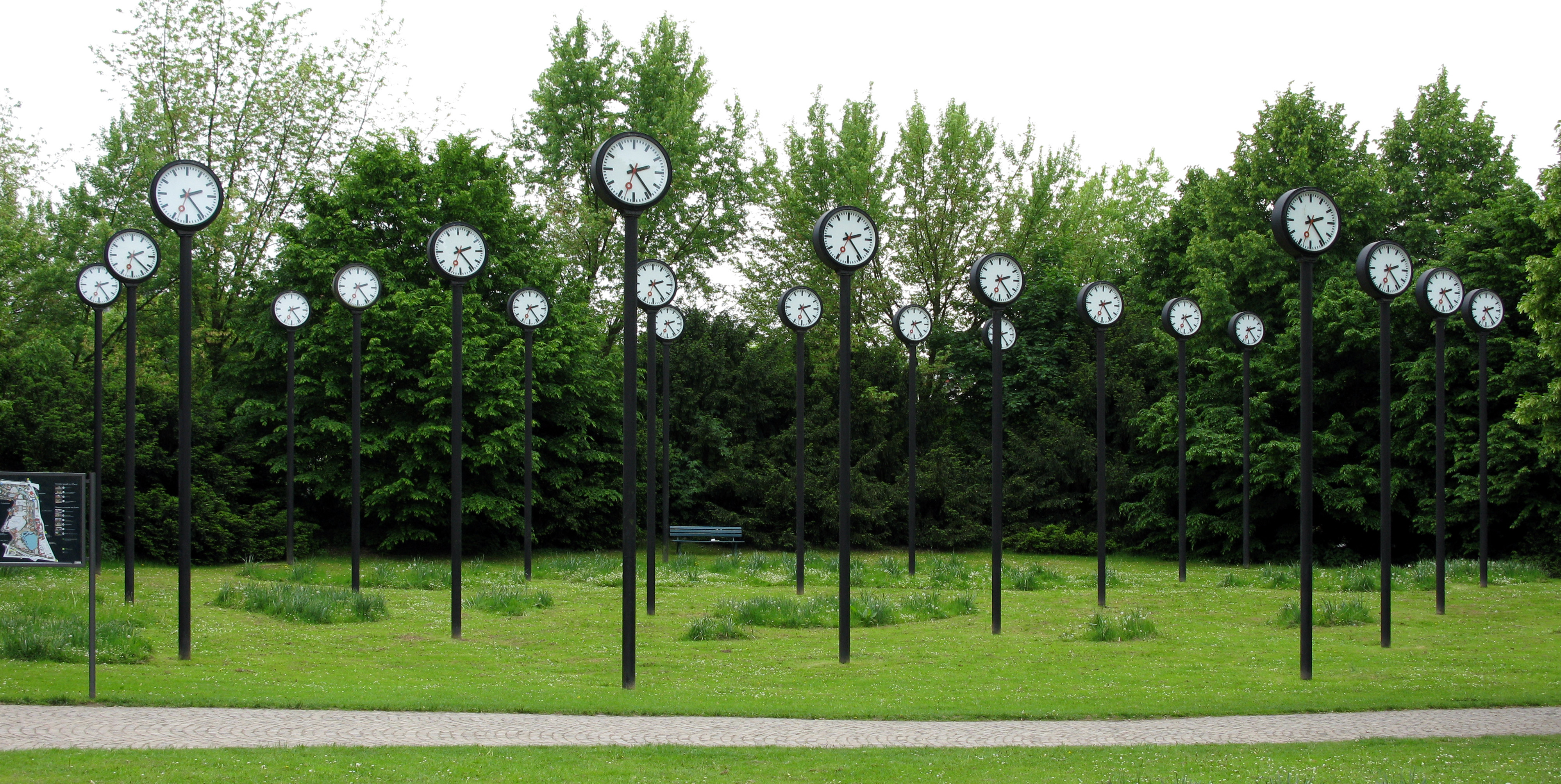
Installation Zeitfeld (1987) am Eingang Auf’m Hennekamp des Südparks Düsseldorf (Foto: 2009)

Klaus Rinke (* 29. April 1939 in Wattenscheid) ist ein deutscher Künstler.

## Leben und Werk
Rinke bildete sich in den Jahren 1954 bis 1957 zum Dekorations- und Plakatmaler in Gelsenkirchen aus. Nach dem Studium der Malerei von 1957 bis 1960 an der Folkwang-Schule in Essen unterhielt er in den Jahren 1960 bis 1964 verschiedene Ateliers in Paris und Reims. 1962 hatte er seine erste Einzelausstellung in der Galerie Le Portulan in Le Havre.
1965 kehrte er nach Deutschland (Düsseldorf) zurück und gab die Malerei auf, um sich ersten Wasserarbeiten („12 Faß geschöpftes Rheinwasser“, 1969) und ersten „Primärdemonstrationen“ zu widmen. Er begann eine rege internationale Ausstellungstätigkeit. Von 1970 bis 1976 veranstaltete er Performances und gemeinsame Ausstellungen mit Monika Baumgartl.
Von 1974 bis 2004 war Rinke Professor für Bildhauerei an der Kunstakademie Düsseldorf. 1980 gründete er ein Zentrum für Kontemplation in Haan und unterhält seit 1981 ein Atelier und eine Wohnung in Los Angeles. Von 1993 bis 1998 war Klaus Rinke Vorsitzender des Künstlerverein Malkasten und seit 1998 Ehrenmitglied. 2007 zog Rinke von Haan bei Düsseldorf, wo er seit fast 30 Jahren lebte und arbeitete, nach Neufelden in Österreich.

## Ausstellungen (Auswahl)
- 1969: Galerie Konrad Fischer, Düsseldorf
- 1972: Klaus Rinke. Der Versuch meine Arbeiten zu erklären, Kunsthalle Tübingen
- 1972: Biennale di Venezia, Venedig
- 1972: documenta 5, Kassel
- 1973: Museum of Modern Art (MoMA)
- 1975: Museum Wiesbaden[3]
- 1976: Museum Wiesbaden[4]
- 1977: Biennale di Venezia, Venedig
- 1977: documenta 6, Kassel
- 1985: Instrumentarium, Centre Pompidou, Paris
- 1992: Kunsthalle Düsseldorf
- 2006: Hagia Sophia Museum, Istanbul (Einzelausstellung)
- 2011: Städel Museum, Frankfurt[5]
- 2016: The memories belong to me, Thomas Brambilla Gallery, Bergamo, Italien
- 2017: Solo Show, Art Basel Unlimited, Basel, Schweiz
- 2017: Derzeit, Skulpturenpark Waldfrieden, Wuppertal
- 2017: Instrumentarium, The Nave, CCCOD Tours, Frankreich
- 2019: Die vierte Kraft, Museum Küppersmühle, Duisburg[6]

## Auszeichnungen
- 1972: Förderpreis des Landes Nordrhein-Westfalen für Bildende Kunst